# Place de la Sorbonne (revue de poésie)
Place de la Sorbonne est une revue internationale de poésie contemporaine fondée en 2011 par Yann Migoubert, directeur de publication, Thomas Augais, rédacteur en chef. C’est la revue de poésie de Sorbonne Université et de l'INSPE de Paris. Elle est éditée par Sorbonne Université Presses. Chaque année, le nouveau numéro de Place de la Sorbonne est présenté lors d’une soirée de lancement à la Maison de la Poésie.
Les poèmes publiés sont inédits. Une des principales originalités de cette revue de création poétique contemporaine est de proposer une analyse de chaque poème publié. La revue met ainsi en relief le lien essentiel entre création de l'objet-poème et réflexion critique sur l'objet-poème. Internationale, elle présente des poèmes dans leur langue originale accompagnés d'une traduction française et d'un appareil critique. Au cœur de chaque numéro, les pages « Contrepoints » inscrivent l'objet-poème dans un dialogue entre les arts.

## Poètes publiés de langue française
- Yoni Afrigan (PLS 13)
- Laurent Albarracin (PLS 8)
- Max Alhau (PLS 1)
- Gabrielle Althen (PLS 5)
- Marie-Hélène Archambeaud (PLS 3)
- François Ardeven (PLS 3)
- Fabrizio Bajec (PLS 9)
- Marie-Claire Bancquart (PLS 2)
- Olivier Barbarant (PLS 7)
- Barouk (PLS 13)
- Christian Bernard (PLS 9)
- Julien Blaine (PLS 7)
- Jean-Pierre Bobillot (PLS 5)
- Malou Boisson (PLS 3)
- Alexandre Bonnet-Terrile (PLS 7)
- Katia Bouchoueva (PLS 7)
- Yves Boudier (PLS 4)
- Pascal Boulanger (PLS 1)
- Lionel Bourg (PLS 3)
- Fabien Bouvier (PLS 9)
- Paul de Brancion (PLS 1)
- Loïc Braunstein (PLS 1)
- Irina Breitenstein (PLS 9)
- Mathieu Brosseau (PLS 4)
- Virginie Brousse (PLS 1)
- Alexis Buffet (PLS 9)
- Muriel Camac (PLS 7)
- Gérard Cartier (PLS 3)
- Max de Carvalho (PLS 4)
- Pierre Causse (PLS 4)
- Clément Charnier (PLS 2)
- Alain Chevrier (PLS 7)
- William Cliff (PLS 1 et PLS 6)
- Laurent Colomb (PLS 2)
- Francis Combes (PLS 7)
- Franco Costantini  (PLS 8)
- Fabienne Courtade (PLS 13)
- Hicham Dahibi (PLS 8)
- Emmanuel Damon (PLS 6)
- Roland Dauxois (PLS 3)
- Nathalie De Biasi (PLS 4)
- Guillaume Decourt (PLS 2 et PLS 6)
- Bertrand Degott (PLS 2 et PLS 9)
- Jacques Demarcq (PLS 6)
- Laurent Demoulin (PLS 3)
- Alexander Dickow (PLS 8)
- Grégoire Di Fiore  (PLS 8)
- Charles Dobzynski (PLS 2)
- Ariane Dreyfus (PLS 1)
- Pierre Drogi (PLS 3 et PLS 8)
- Marc Durain (PLS 2 et PLS 6)
- Jean-François Durand (PLS 7)
- Sylvie Durbec (PLS 5)
- Antoine Emaz (PLS 1)
- Fabrice Farre (PLS 3 et PLS 13)
- Emmanuelle Favier
- Bruno Fern (PLS 7)
- Marc Fontana (PLS 3)
- Alain Freixe (PLS 1)
- Romain Frezzato (PLS 13)
- Aubin Gady (PLS 13)
- Typhaine Garnier (PLS 4)
- Pierre Garrigues (PLS 1)
- Laure Gauthier (PLS 7)
- Irène Gayraud (PLS 1)
- Alexandre Gefen (PLS 6)
- Albane Gellé (PLS 4)
- Mathieu Gimenez (PLS 13)
- Dominique Grandmont (PLS 3)
- Bruno Grégoire (PLS 9)
- Laurent Grison (PLS 8)
- Jennifer Grousselas (PLS 13)
- Théo Guidarelli (PLS 13)
- Albert Guignard (PLS 1)
- Paul Guillon (PLS 5 et PLS 13)
- Christine Guinard (PLS 6)
- Katia-Sofía Hakim (PLS 7)
- Gabriel Henry (PLS 8)
- Frederick Houdaer (PLS 2)
- Jacques Josse (PLS 1)
- Jacques Jouet (PLS 1)
- Lionel Jung-Allégret (PLS 3)
- Pierre Landete (PLS 7 et PLS 9)
- Jean-Pierre Lemaire (PLS 2, PLS 9 et PLS 13)
- Yves Le Pestipon (PLS 1)
- Béatrice Libert (PLS 1)
- Pierre-François Lintingre (PLS 8)
- Adeline Lionetto (PLS 13)
- Bronwyn Louw (PLS 3)
- Régis Macle (PLS 3)
- Silvia Majerská (PLS 5)
- Jean-Yves Masson (PLS 4)
- Philippe Mathy (PLS 3)
- Jean-Michel Maulpoix (PLS 3)
- Alena Meas (PLS 4)
- Blandine Merle (PLS 1)
- Aksinia Mihaylova (PLS 6)
- Emmanuel Merle (PLS 2)
- Emmanuel Moses (PLS 5)
- Jacques Moulin (PLS 2)
- David Mus (PLS 9)
- André Orphal (PLS 2)
- Stéphane Padovani (PLS 2)
- Alexis Pelletier (PLS 3 et PLS 9)
- Pascal Péron (PLS 13)
- Juliette Perrin-Chevreul (PLS 6)
- Guy Perrocheau (PLS 5)
- Minh-Triât Pham (PLS 6)
- Christian Prigent (PLS 3)
- Rosanna Puyol (PLS 4)
- Dominique Quélen (PLS 7)
- Grégory Rateau (PLS 12)
- Lionel Ray (PLS 2)
- Thierry Renard (PLS 2)
- Jean Renaud (PLS 7)
- Pascal Riou (PLS 2)
- Jacques Roubaud (PLS 1)
- James Sacré (PLS 3)
- Guillaume Siaudeau (PLS 2)
- Jacques Sicard (PLS 2, PLS 5 et PLS 9)
- Emmanuelle Sordet (PLS 6 et PLS 8)
- Ariel Spiegler (PLS 6)
- Jean-Luc Steinmetz (PLS 5)
- Ch.-O. Sticker-Métral (PLS 5)
- Arnaud Talhouarn (PLS 3)
- Darius Tavassoli (PLS 5)
- Esther Tellermann (PLS 1)
- Manon Thiery (PLS 3)
- Maud Thiria (PLS 7)
- Yannick Torlini (PLS 3)
- André Ughetto (PLS 7)
- Nadezda Vahkevich (PLS 8)
- Étienne Vaunac (PLS 13)
- Jean-Pierre Verheggen (PLS 2)
- Anne Emmanuelle Volterra (PLS 7)
- Thomas Vinau (PLS 3)
- Sanda Voïca (PLS 5)
- Lucien Wasselin (PLS 5)
- Vincent Zonca (PLS 3)

## PrixPlace de la Sorbonne
Dans le cadre du concours international de poésie organisé par le service culturel de la faculté des Lettres de Sorbonne Université, un prix Sorbonne Universités - Place de la Sorbonne est attribué chaque année. Le concours est présidé par Laurent Fourcaut. Le poème sélectionné pour le prix est publié dans le prochain numéro de la revue avec une notice biographique de l'auteur, ainsi qu'un commentaire du poème. En 2016, le prix Place de la Sorbonne a été attribué à Thomas Godard, étudiant en master 1 Métiers de l’enseignement, de l’éducation, et de la formation à l’Université d’Aix-Marseille. Son poème intitulé 43° 26′ 25″ / 4° 56′ 55″ (Fos-sur-Mer). En 2017, le prix Place de la Sorbonne est décerné à Pierre-François Lintingre pour son poème « Accores ».

## Liste des numéros

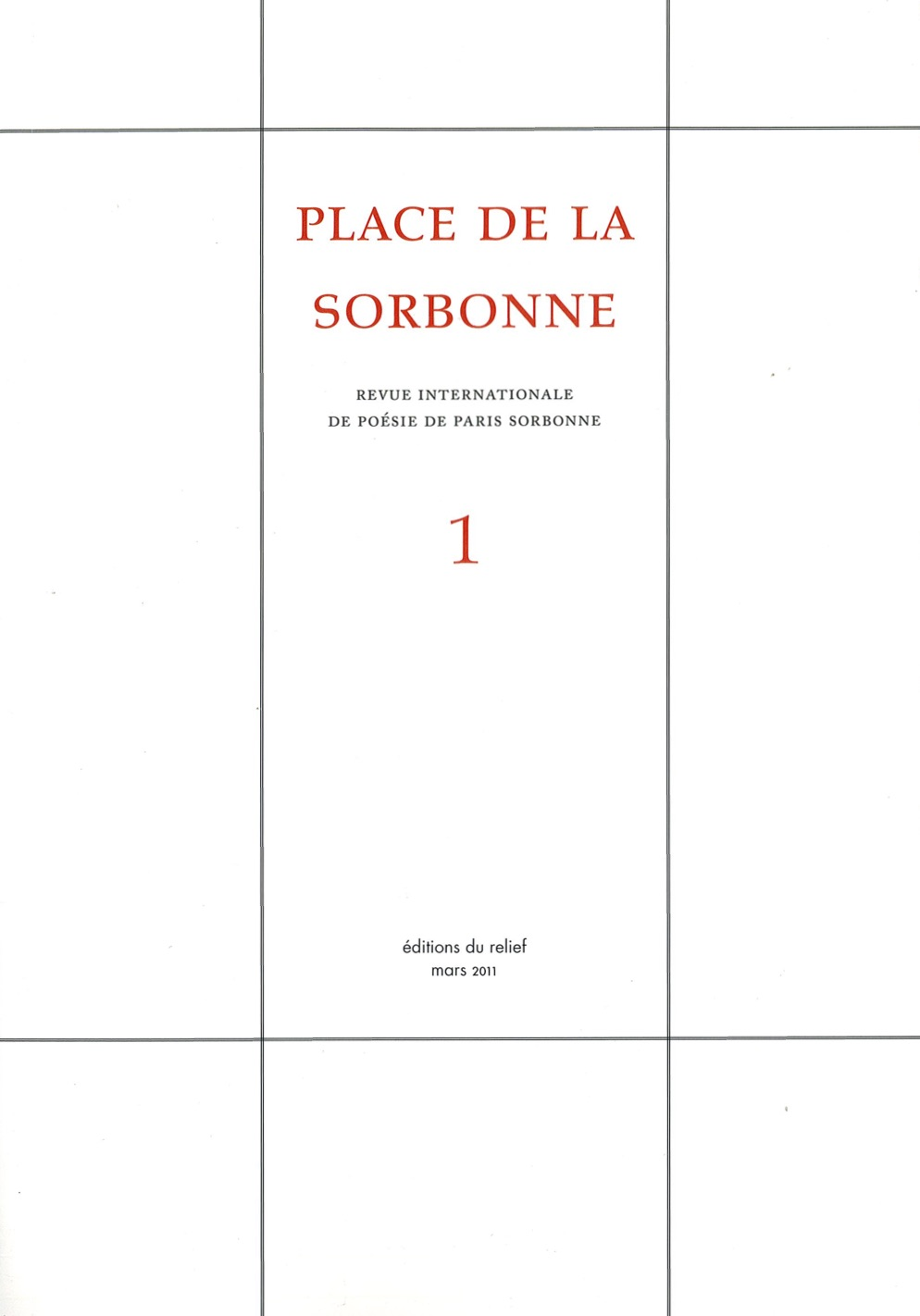
Couverture du premier numéro de la revue de poésie Place de la Sorbonne. Ce premier numéro, sorti en mars 2011, est publié aux éditions du Relief.

- Place de la Sorbonne, numéro 13, Sorbonne Université Presses, 2024[3]
- Place de la Sorbonne, numéro 12, Sorbonne Université Presses, 2023[4]
- Place de la Sorbonne, numéro 11, Sorbonne Université Presses, 2022[5]

- Place de la Sorbonne, numéro 10, Sorbonne Université Presses (SUP), 2020[6]
- Place de la Sorbonne, numéro 9, Sorbonne Université Presses (SUP), 2019[7]
- Place de la Sorbonne, numéro 8, Presses de l'université Paris-Sorbonne (PUPS), 2018[8]

- Place de la Sorbonne, numéro 7, Presses de l'université Paris-Sorbonne (PUPS), 2017[9]
- Place de la Sorbonne, numéro 6, Presses de l'université Paris-Sorbonne (PUPS), 2016[10]
- Place de la Sorbonne, numéro 5, Éditions du Relief, 2015
- Place de la Sorbonne, numéro 4, Éditions du Relief, 2014[11]
- Place de la Sorbonne, numéro 3, Éditions du Relief, 2013
- Place de la Sorbonne, numéro 2, Éditions du Relief, 2012
- Place de la Sorbonne, numéro 1, Éditions du Relief, 2011[12]

## Place de la Sorbonnedans la presse et à la radio
- À plus d'un titre, France culture[13]
- Les Carnets d'Eucharis[14]
- ActuaLitté, les univers du livre[15]
- À verse[16]
- Décharge, la revue[17]
- Ent'revues, le journal des revues culturelles[18]
- Recours au Poème, Poésies et Mondes poétiques[19]
- Institut français de Tunisie[20]
- La Passe du vent[21]
- Agenda culturel de Paris-Sorbonne[22]

## Éditeurs
- À partir du numéro 6 : Sorbonne Université Presses (SUP)
- Du numéro 1 au numéro 5 : Éditions du Relief

## Comité de rédaction

### Membres actuels
- Thomas Augais
- Romain Benini
- Gérard Berthomieu
- Christian Doumet
- Laurent Fourcaut
- Catherine Fromilhague
- Irène Gayraud
- Michel Gramain
- Katia-Sofía Hakim
- Christiane Herth
- Jeanne-Antide Huynh
- Denis Labouret
- Pierre Maubé
- Guillaume Métayer
- Laure Michel
- Yann Migoubert
- Anne-Emmanuelle Volterra

### Anciens membres
- Eva Almassy : 2011-2016
- Danièle Chauvin : 2013-2016
- Joëlle Gardes : 2012-2017
- Jean-Michel Platier : 2011-2018
- Blandine Poinsignon-Douailler : 2011-2012
- Ariel Spiegler : 2017
- Michel Viel : 2011
- Matthias Vincenot : 2011-2017